# 21-Hydroksylaza
21-Hydroksylaza steroidowa, 21-monooksygenaza steroidowa, 21β-hydroksylaza – enzym z grupy hydroksylaz związany z cytochromem P450, zaangażowany w biosyntezę hormonów steroidowych aldosteronu i kortyzolu. U ludzi 21-hydroksylazę koduje gen CYP21A2.

## Funkcja
Gen CYP21A2 koduje enzym należący do nadrodziny enzymów związanych z cytochromem P450. Białka związane z cytochromem P450 stanowią monooksygenazy, które katalizują wiele reakcji chemicznych wchodzących w skład metabolizmu leków oraz syntezy cholesterolu, steroidów i innych związków o charakterze lipidowym. Białko to zlokalizowane jest w siateczki śródplazmatycznej. Prowadzi on hydroksylację steroidów, dokładniej 21 atomu węgla w ich cząsteczce. Jego aktywność jest potrzebna dla syntezy steroidów, w tym takich hormonów steroidowych, jak kortyzol czy aldosteron.

## Reakcja

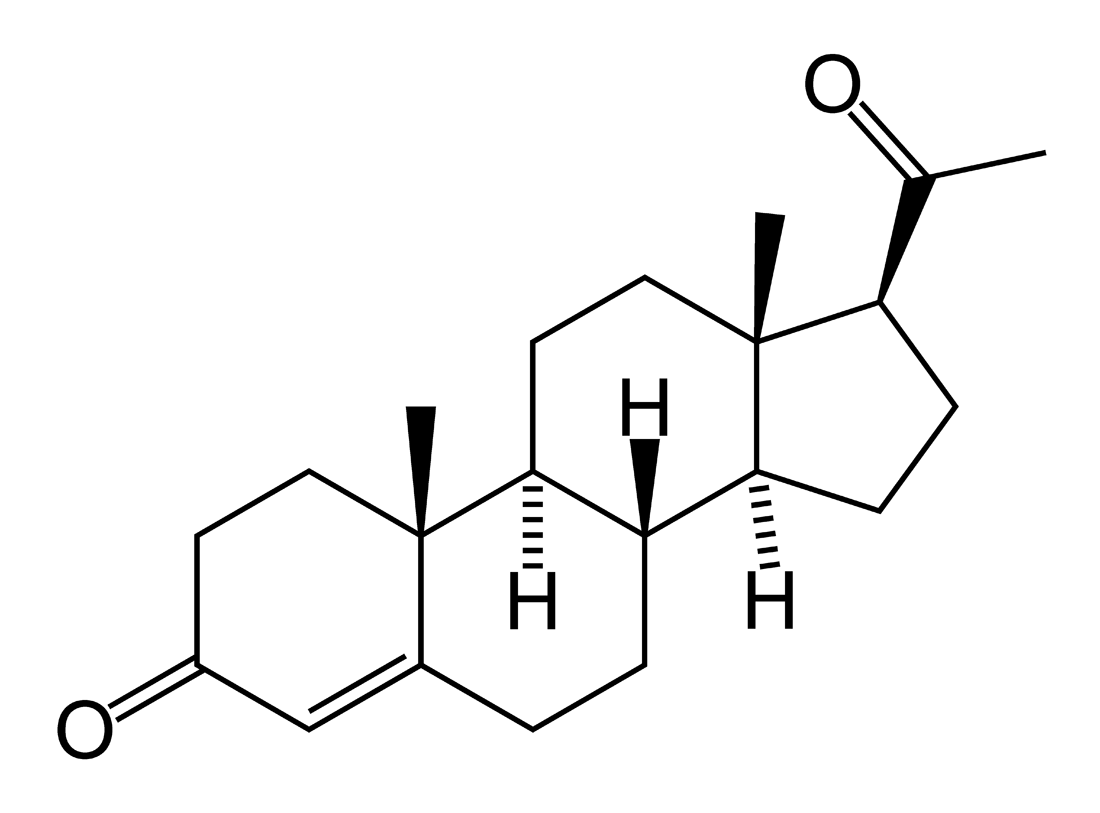
Progesteron

11-Deoksykortykosteron

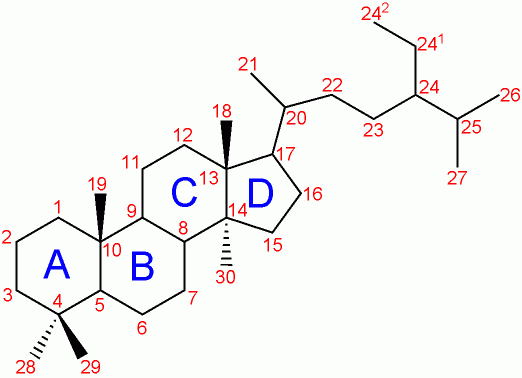
Numeracja atomów węgla w pierścieniu cyklopentanoperhydrofenantrenowym steroidów. Hydroksylowany przez 21-hydroksylazę atom węgla znajduje się u góry

21-Hydroksylaza katalizuje reakcję hydroksylacji węgla leżącego w pozycji 21 w obrębie cząsteczki steroidów. Reakcja ta polega na przyłączeniu doń grupy hydroksylowej (−OH).

## Ścieżka

Steroidogeneza u człowieka. U górze widać reakcję katalizowaną przez 21-hydroksylazę
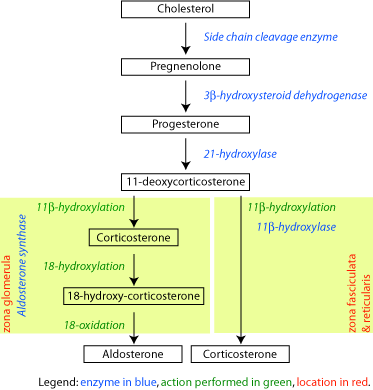
Szlak biosyntezy kortykosteroidów u szczura

## Znaczenie kliniczne
Defekt genu CYP21A2 wywołuje zaburzenie w tworzeniu enzymu. Prowadzi to do niedoboru lub braku 21-hydroksylazy, w rezultacie blok syntezy kortyzolu i aldosteronu i rozwój wrodzonego przerostu nadnerczy (zespołu nadnerczowo-płciowego). W pobliżu wspomnianego genu znajduje się pseudogen. Zamiana funkcjonalnej postaci genu i pseudogenu wiąże się z wieloma przypadkami niedoboru hydroksylazy 21-steroidowej.